# Krucifix (Brzice)
Krucifix stojí na rozcestí v Brzicích v okrese Náchod v Královéhradeckém kraji. Podle nápisu jej nechal vytesat Antonín Čapek v roce 1780. Na základě rozhodnutí z 22. května 2008 je od 24. června 2008 chráněn jako kulturní památka, a to pod rejstříkovým číslem ÚSKP 103041. Památkový katalog NPÚ jej charakterizuje jako zlidovělou kamenosochařskou práci s barokním výtvarným projevem. 

## Popis
Objekt je vytvořen z místního pískovce. Na základně z pískovcových desek je osazen 60 cm vysoký kvádrový podstavec s mírně konvexní čelní stěnou, bez ozdob, nahoře s jednoduchou vyžlabenou římsičkou. Na něm spočívá 125 cm vysoký pilíř, který je v rozích nahoře i dole zdoben volutami. U paty pilíře mezi volutami je v reliéfu jednoduchý květový motiv, nahoře pod římsou reliéf mušle. V ploše čelní stěny pilíře je v jednoduché kartuši vytesán majuskulní nápis TENTO KŘZÍŠS / GE KE CTI ASLÁ / WIE BOŽI ANTO / NINA CZAPKA / f 1780. Podstavec je završen širokou profilovanou římsou o rozměrech 25 x 90 x 38 cm, v jejíž středu je v přední části zavěšena plechová lampa na svíčku. Na římse je na kónickém 40 cm vysokém plintu posazen rovněž pískovcový krucifix s korpusem, o výšce 190 cm. Kříž má jetelové zakončení, po celém jeho obvodu probíhá hladký pásek opracovaný jemněji než plocha kříže. Nad hlavou Ukřižovaného je na stylizovaném rozvinutém svitku nápis „INRI“. Postava Ukřižovaného je 80 cm vysoká, propracovaná v kvalitním lidovém pojetí s bolestným výrazem ve tváři. Zadní část skulptury je hladká, bez výzdoby a nápisů.  
Na dokumentační fotografii z října 2002 je pilíř obarven po stranách hnědě, v kartuši bíle, podklad nápisu černě a kříž stojí pod korunou vzrostlého stromu, která k němu zasahuje. Na fotografii z listopadu 2012 je celý objekt prostý nátěru a místo vzrostlého stromu stojí poblíž vysazený malý stromek. V Památkovém katalogu není o žádných úpravách objektu a jeho prostředí ani zmínka.